# 大分水岭

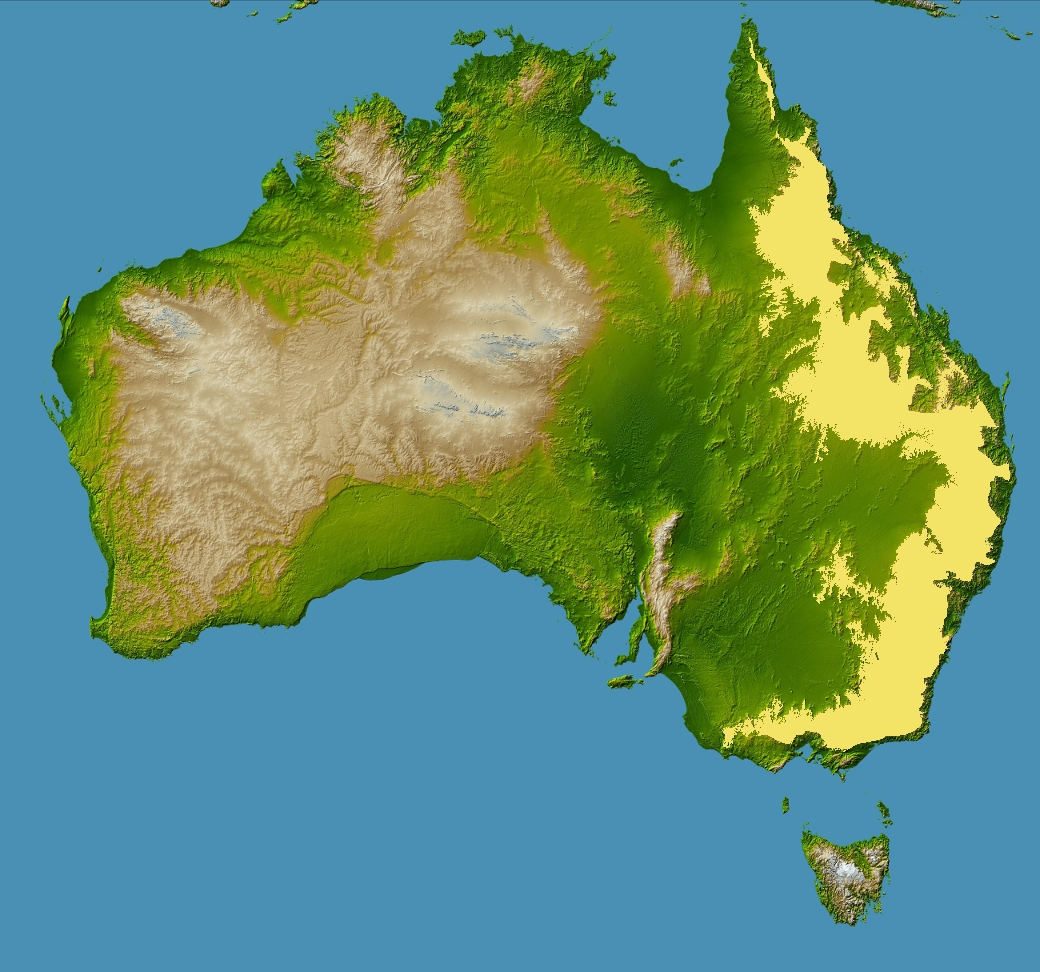
大分水岭位於澳洲大陸東岸

大分水岭（英語：Great Dividing Range），也称东部高地（Eastern Highlands），亦音譯作大狄維亭山脈，是澳大利亚大陆东部沿岸大致与海岸线平行的山脉、丘陵和高原的总称，北起约克角半岛，南至维多利亚州西部，长3500公里、宽約200至300公里，平均海拔约800至1000米。大分水岭的主脉澳大利亚阿尔卑斯山脉贯穿维多利亚州东部、新南威爾士州东南部和澳大利亚首都领地西南部的纳玛吉国家公园，山地东坡较陡、西部缓斜，其最高峰科修斯科山海拔2228米，为澳大利亞本土最高点。

## 术语解释
大分水岭并不是一个单一的山脉，而是一个由一系列山脉、丘陵、高原共同组成的古老而复杂的地貌的总称，因为这一地理形态实质上是澳大利亚东岸水系流向的分水岭因而得名。在大分水岭以东（外侧）的所有河流都直接向东流入南太平洋和塔斯曼海或向南流入巴斯海峡；而大分水岭以西（内侧）的河流根据纬度高低则分别向西南流入大澳洲湾（昆士兰中南部、新南威尔士中部、维多利亚北部和南澳东南部的墨累—大令水系）和内流的艾尔湖（昆士兰中部/西南部和南澳东北部的内流河沃伯顿和库珀水系），或向西向北流入卡奔塔利亚湾（昆士兰北部约克角半岛西侧的诸多河流）。

## 历史

### 形成过程
大分水岭形成于距今约3億年前的石炭纪，由当时澳大利亚大陆与南美洲大陆所发生的挤压、碰撞致使这一区域的地面隆起而形成。数百万年的侵蚀作用，将这一带许多高大的山脉变成了一个个岛屿，也使得原本生活在这里的许多物种彼此被隔离开来，这种“隔离”意味物种的进化变得独立，导致许多物种出现了奇特的变化。

### 人文历史
在白人到达澳洲大陆之前，大分水岭地区曾存在着许多澳大利亚原住民部落，证据就是人们在这里发现了一些人类活动过的痕迹，如绘有装饰图案的洞穴和贯通于沿海和内陆地区之间的古便道。
从1788年开始，陆续有欧洲移民到达澳洲，大分水岭崎岖的地形就成为了他们深入澳大利亚的一大障碍。直到1813年，一条通往内陆的捷径终于被发现，人们首次到达了现在的新南威尔士州并开始在当地发展农业生产。随着更多更便捷的路线被发现，大分水岭逐渐失去了其“天然屏障”的作用，白人从此开始主宰澳大利亚。

## 周边气候
大分水岭山脉东坡为迎风坡，受到从太平洋吹来的暖湿空气影响，气候湿润，降水丰富；西坡则为背风坡，气候干旱。它是澳大利亚大陆太平洋水系和印度洋水系的分水岭，其北部处于热带气候区，中部处于副热带气候区，南部地处温带气候区。大分水岭独特的构造使其像一座天然屏障，挡住了太平洋吹来的暖湿空气，使山地东西两坡的降水量差别很大，生长的植物也迥然不同。

## 资源利用
大分水岭一带蕴藏着丰富的水力资源。当地政府在这里建造了一些大型水利工程，诸如上尼皮安計劃、沃勒甘巴坝等。在大雪山水利工程的施工范围内共有16座大小水坝，7所水利发电厂，开创了人类变荒漠为绿洲的奇迹。
大分水岭南段的蓝山是一处著名的观光胜地。

## 资料来源
1. ↑  見衛斯理. . 1991: 第40頁.
2. 1 2  . 景观世界.   [2011-08-14]. （原始内容存档于2011-09-10） （中文（中国大陆））.
3. ↑  Mijo Consulting, Kathryn Wells. . Australian government.   [2011-08-14]. （原始内容存档于2012-07-15） （英语）.